# China Railway

Streckennetz der Chinesischen Staatsbahn (2020)

China Railway, kurz: CR (chinesisch 中國鐵路 / 中国铁路, Pinyin Zhōngguó Tiělù) heißt das staatliche Eisenbahnunternehmen der Volksrepublik China. Die Bahngesellschaft wickelt fast den gesamten Eisenbahnverkehr in China ab.

## Unternehmen
Die Chinesische Staatsbahn existiert seit Gründung der Volksrepublik 1949 und war bis 2013 dem chinesischen Eisenbahnministerium untergeordnet. Seit dem 14. März 2013 ist sie als eigenständiges Unternehmen organisiert, das vollständig im Staatseigentum ist. Sein Stammkapital beträgt nach eigenen Angaben 1,036 Mrd. RMB, es untersteht dem chinesischen Transportministerium.
Damit ist das staatliche Unternehmen weiterhin an die Weisungen der Zentralregierung gebunden. Die CR mit Hauptsitz in Peking, betreibt mithilfe von 21 primären Tochtergesellschaften den Personen- und Güterverkehr, hinzu kommen weitere Subunternehmen.
Den Hochgeschwindigkeitsverkehr betreibt die CR unter der Marke CRH (China Railway High-speed).
Eine Tochtergesellschaft der CR ist die China Railway Express (CRE). Sie übernimmt die Aufgaben der Automobillogistik, also den Transport von Autos auf der Schiene.
2007 gründete die CR, mit Beteiligung der DB, einer französischen und einer israelischen Firma, eine Firma für Containerverkehr (China United International Rail Containers), wobei die ausländischen Firmen unter anderem Investitionen zum Bau von 18 Güterbahnhöfen tätigen. Massiv wurde in den letzten Jahren in neue Fahrzeuge und die Infrastruktur investiert, so ist das Hochgeschwindigkeitsnetz des Landes in den letzten Jahren energisch ausgebaut worden.

## Infrastruktur
Das rund 80 000 Kilometer lange Streckennetz ist großenteils regelspurig, es existieren jedoch auch noch Strecken mit Meterspur und schmaleren Spurweiten. Vergleichbar mit dem Netz in Nordamerika weicht jedoch der Rückflächenabstand der Radsätze vom europäischen Regelmaß etwas ab. Ein uneingeschränkter Wagenübergang mit dem europäischen Regelspurnetz wäre deshalb auch dann nicht ohne weiteres möglich, wenn die beiden Regelspurnetze direkt verbunden wären. Die Signalanlagen bestehen aus verschiedenen Systemen, die Signale stehen wegen des üblichen Linksfahrbetriebes in der Regel links vom Gleis. Die Lichtsignalbegriffe ähneln dem OSShD-Lichtsignalsystem, das in Deutschland als Hl-System bekannt ist, jedoch ohne Geschwindigkeitsinformation, die Formsignale haben ihren Ursprung in Großbritannien.
Bis in die 1980er Jahre wurden noch Dampflokomotiven neugebaut. Im Jahr 2003 beendete die Staatsbahn den planmäßigen Dampflokomotiveinsatz. In den 1970er Jahren wurde verstärkt Diesellokomotiven in Dienst gestellt. Elektrische Lokomotiven wurden ab den 1960er Jahren eingesetzt, jedoch begann die Streckenelektrifizierung in großem Stil erst in den 1990er Jahren und danach. Dem späten Elektrifizierungsbeginn entspricht die Wahl der Fahrleitungsspannung vom 25 kV mit einer Frequenz von 50 Hz. 2021 wurde in Tibet eine Hochgebirgsstrecke in Betrieb genommen.

## Schnellfahrstrecken
China Railways betreibt das weltweit größte Netz von Schnellfahrstrecken. Innerhalb des Programms China Railway High-Speed (CRH) wurden ab 2006 elektrische Hochgeschwindigkeitszüge aus westlichen Industrienationen beschafft. Die Strecken sind oft als Viadukt trassiert, allein die 2011 eröffnete rund 1300 Kilometer lange Schnellfahrstrecke Peking–Shanghai weist mehrere über 100 Kilometer lange Brücken auf. Die Höchstgeschwindigkeit der Strecken beträgt bis zu 350 km/h.

## Güterverkehr
Der Güterverkehr, der über zwei Drittel des gesamten Verkehrsaufkommens ausmacht, besteht zu einem erheblichen Teil aus Kohletransporten, dahinter folgen Stahl, Erz und landwirtschaftliche Erzeugnisse. Im Gegensatz dazu ist der Stellenwert des Containerverkehrs noch relativ gering, aber im Steigen begriffen. Im ersten Halbjahr 2022 transportierte die CR 1,95 Milliarden Tonnen Ladung, 5,5 % mehr als im Vorjahr. Von diesem Aufkommen im Güterverkehr waren 1,04 Milliarden Tonnen Kohle und 88 Millionen Tonnen landwirtschaftliche Produkte (einschließlich Düngemittel). Im Verkehr mit Europa waren im gleichen Zeitraum 7473 Züge unterwegs, die Container im Umfang von 720 000 TEU beförderten.